# Enrico Maria Alliata di Villafranca
Enrico Maria Alliata di Villafranca (Palermo, 5 luglio 1879 – Bagheria, 14 dicembre 1946) è stato un nobile, gastronomo e scrittore italiano.
Discendente della famiglia nobile degli Alliata e ultimo signore delle cantine di Casteldaccia era il padre della pittrice, scrittrice e gallerista Topazia Alliata e nonno della scrittrice Dacia Maraini.

## Biografia
Era il figlio di Giuseppe Francesco Paolo Alliata, XI principe di Villafranca, e di Maria Bazan, baronessa dei Sollazzi di Salomone.
Alla morte del padre rilevò l'azienda vinicola vini "Corvo" e la portò a diventare la prima azienda vinicola siciliana, per creare il vino bianco e il rosso della Conca d'Oro andò anche a Bordeaux.
Il suo vino diventa rinomato e venne richiesto dalle ambasciate italiane e anche dalla Santa Sede che con un accordo consiglia di utilizzarlo durante la messa.
A inizio '900 frequentò anche il circolo filosofico di Giuseppe Amato Pojero, frequentato anche da Giovanni Gentile.
Nel 1913 sposò a Roma doña Sonia de Ortúzar, nata a Parigi e figlia di un diplomatico cileno da cui ebbe due figlie, Topazia (1913-2015), moglie del poeta Fosco Maraini, e Orietta (1920-).
Nel 1930 scrisse un libro pioniere della cucina vegetariana e crudista, Cucina vegetariana e naturismo crudo: manuale di gastrosofia naturista con raccolta di 1.030 formule scelte d'ogni Paese, poi nel 1935 in pieno fascismo scrisse un libro dedicato al filosofo apolide di origine indiana Jiddu Krishnamurti, Libertà: Krishnamurti ed i pionieri del pensiero attuale.
Morì nel 1946 a 67 anni a Bagheria e venne sepolto nel cimitero di Casteldaccia.

## Opere
- Cucina vegetariana e naturismo crudo: manuale di gastrosofia naturista con raccolta di 1.030 formule scelte d'ogni Paese, Hoepli, 1930
- Libertà: Krishnamurti ed i pionieri del pensiero attuale, Artim, Trieste, 1935